# Diario de Alicante
El Diario de Alicante fue un periódico español editado en la ciudad de Alicante entre 1907 y 1936.

## Historia
Fundado en 1907 por Emilio Costa Tomás, a lo largo de su existencia se configuraría como uno de los principales diarios alicantinos.
Durante la Restauración el mantuvo una línea próxima a las posiciones del Partido Liberal, mostrándose crítico con la dictadura de Primo de Rivera. En 1930 fue adquirido por los políticos alicantinos del Partido Republicano Radical, que en ese momento afirmaba tener una tirada próxima a los 6.000 ejemplares/día. Los conflictos en el seno del Partido Radical y su escisión —que supusieron la fundación del Diario de Levante y de El Radical—, llevaron a que el diario fue adquirido por los políticos conservadores vinculados a Joaquín Chapaprieta. Iniciada la Guerra Civil el diario fue incautado por la Unión General de Trabajadores (UGT), desapareciendo en diciembre de 1936. En su lugar pasó a editarse el diario Bandera Roja.